# Tichwińska Ikona Matki Bożej
Tichwińska Ikona Matki Bożej – jedna z ikon Matki Bożej czczonych w Rosyjskim Kościele Prawosławnym jako cudowne.
Dniem wspomnienia ikony w Rosyjskim Kościele Prawosławnym jest 26 czerwca (według kalendarza juliańskiego).
Tichwińska Ikona Matki Bożej należy do typu ikonograficznego Hodegetria. Maryja trzyma Dzieciątko Jezus na lewej dłoni, wskazując na nie gestem prawej. Jej poważny wzrok nie jest skierowany w stronę Jezusa, lecz przed siebie; podobny wyraz ma twarz Dzieciątka. Matka Boża ubrana jest w ciemną szatę z gwiazdami na głowie i ramionach, Jezus – w szatę w kolorze jasnoczerwonym.
Według jednej z kronik nowogrodzkich pod datą 6891 (odpowiadającą r. 1383) zapisano informację o cudownym pojawieniu się ikony Matki Bożej z Dzieciątkiem w miejscowości Tichwin, na miejscu, w którym powstał następnie żeński monaster Wprowadzenia Matki Bożej do Świątyni. Informacja o tym zdarzeniu została przekazana arcybiskupowi nowogrodzkiemu, który z kolei zrelacjonował je wielkiemu księciu moskiewskiemu, uzyskując od niego zgodę na budowę cerkwi poświęconej ikonie. Kult ikony funkcjonował w Moskwie już w I poł. XV w., o czym świadczy umieszczenie w ikonostasie soboru Zwiastowania na Kremlu moskiewskim jej kopii. Rozpowszechnienie się kultu na całe Wielkie Księstwo Moskiewskie związane jest z postacią Wasyla, który szczególnie się nią zainteresował w trudnym momencie życiowym. Po rozwodzie z Sołomonią Saburową, która wbrew wcześniejszym oczekiwaniom nie urodziła mu syna, i ślubie z Heleną Glińską, ponownie zaczął pielgrzymować do monasterów i cudownych ikon w nadziei na pomoc bożą w poczęciu potomka. W 1515 na polecenie Wasyla III w Tichwinie wzniesiono dla ikony nową świątynię. Wielkim szacunkiem Tichwińską Ikonę Matki Bożej darzył również Iwan IV Groźny, który uważał ją za swoją szczególną opiekunkę. Kult wizerunku kontynuowała rodzina Romanowych - w momencie wyjazdu Michała Romanowa z monasteru Ipatiewskiego w Kostromie, w celu objęcia władzy w kraju, matka pobłogosławiła go właśnie Tichwińską Ikoną Matki Bożej. Od XVI do XIX w. kopiom ikony przypisywano szereg cudów związanych z działaniami bojowymi armii rosyjskiej – zapewniania im zwycięstw oraz ratowania od śmierci posiadających je żołnierzy.
W 1917 ikona została wywieziona do Rygi, następnie zaś do Stanów Zjednoczonych. Przez lata opiekował się nią biskup Jan (Garklavs). W 2004, osiem lat po reaktywacji monasteru Zaśnięcia Matki Bożej w Tichwinie, wizerunek został zwrócony wspólnocie mniszej.
Na terenie Polski obiektem lokalnego kultu jest wariant ikony znajdujący się w cerkwi w Żerczycach. Inna z kopii ikony znajduje się w cerkwi św. Symeona Słupnika w Brańsku. Brak jest informacji, kiedy tam się pojawiła. Według historyków sztuki ikona pochodzi z XVI wieku